# Мортенсен, Мэттью
Мэттью Мортенсен (англ. Matthew Mortensen, 11 декабря 1985, Хантингтон-Стейшен, Нью-Йорк) — американский саночник, выступающий за сборную США с 2004 года, многократный призёр национального первенства, участник зимних Олимпийских игр в Сочи.

## Биография
Мэттью Мортенсен родился 11 декабря 1985 года в городе Хантингтон-Стейшен, штат Нью-Йорк. Активно заниматься санным спортом начал в возрасте тринадцати лет, в 2004 году прошёл отбор в национальную сборную и стал принимать участие в различных международных соревнованиях. В 2005 году впервые поучаствовал в заездах взрослого чемпионата мира, показав на трассе в Парк-Сити тридцать второй результат, в следующем сезоне дебютировал на этапах взрослого Кубка мира, заняв в общем зачёте сорок седьмое место. В сезоне 2006/07 поднялся в рейтинге сильнейших саночников мира до двенадцатой позиции, ещё через год был одиннадцатым.
Начиная с 2009 года начал выступать в паре с более опытным саночником Престоном Гриффоллом, на чемпионате мира в Лейк-Плесиде они, будучи хорошо знакомыми с местной трассой, добрались до девятого места, тогда как в кубковом зачёте расположились на тридцать первом месте. Хотели поехать на зимние Олимпийские игры в Ванкувер, но уступили двум другим американским парам и вынуждены были довольствоваться Кубком мира, где в общем зачёте были двадцать вторыми. На чемпионате мира 2011 года в итальянской Чезане пришли к финишу седьмыми, и это пока лучший результат Мортенсена на мировых первенствах. В следующем году на соревнованиях в немецком Альтенберге заняли четырнадцатую позицию мужского парного разряда, а после завершения всех кубковых этапов расположились в мировом рейтинге на девятой строке.
В 2014 году Мортенсен побывал на Олимпийских играх в Сочи, где финишировал четырнадцатым в мужской парной программе.